# نزعة استهلاكية

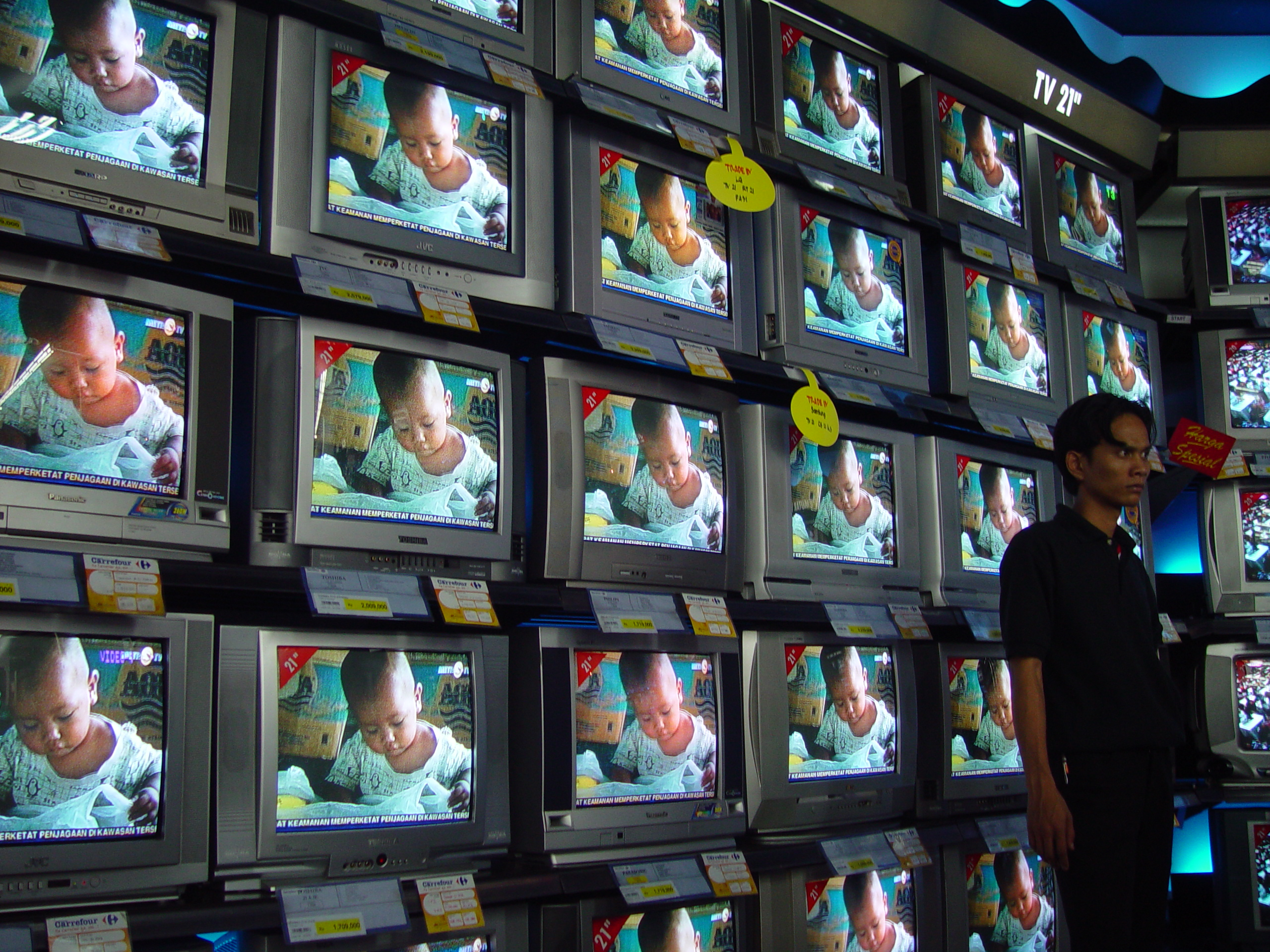
متجر لبيع الأجهزة الإلكترونية بأحد مراكز التسوق في جاكارتا (2004)

يشير مصطلح النزعة الاستهلاكية (بالإنجليزية: Consumerism)‏ إلى نظام اجتماعي واقتصادي يحفز عملية شراء البضائع والاستفادة من الخدمات بكميات أكبر عن الحاجة من أي وقت سابق. وعادةً ما يرتبط المصطلح بانتقادات لمفهوم الاستهلاكية؛ تلك الانتقادات التي بدأت في الظهور في أعمال ثورستين فيبلين. وبدأ موضوع الدراسة الذي تناوله فيبلين، والمتمثل في بحث أحوال الطبقة الوسطى الناشئة حديثًا، الظاهرة في مطلع القرن العشرين،
يؤتي ثماره[بحاجة لمصدر] بالكامل بنهاية القرن العشرين من خلال عملية العولمة.
وفي إطار هذا المعنى، عادةً ما يعتبر مفهوم النزعة الاستهلاكية جزءًا من الثقافة الجماهيرية.
في بعض الأحيان، غالبًا ما يستخدم مصطلح «النزعة الاستهلاكية» للإشارة إلى حركة مؤيدي الثقافة الاستهلاكية أو حماية المستهلك أو نشاط المستهلك، والتي تسعى إلى حماية وتوعية المستخدمين من خلال اشتراط القيام بمثل هذه الممارسات، كنظام تعبئة السلع الأمين والإعلانات الصادقة وتوفير ضمانات للمنتجات ودعم معايير السلامة المحسّنة. وانطلاقًا من هذا المعنى، يتضح أن هذا المصطلح يشير إلى حركة أو مجموعة من السياسات التي تهدف إلى تنظيم حركة المنتجات والخدمات والأساليب والمعايير الخاصة بالشركات المصنّعة والباعة والجهات المعلِنة والتي تصب في مصلحة المشترين.
في علم الاقتصاد، يشير مصطلح النزعة الاستهلاكية إلى السياسات الاقتصادية التي تركز على مفهوم الاستهلاكية. وبالمعنى المجرد، يرمز المصطلح إلى الاعتقاد بأن الاختيار الحر للمستهلكين ينبغي أن يؤسس الهيكل الاقتصادي للمجتمع (قارن استغلال الجهات المنتجة، وبخاصة في المعنى البريطاني لهذا المصطلح).

## المصطلح
يحمل مصطلح «النزعة الاستهلاكية» معانٍ عديدة. وقد لا تكون هذه المعاني ذات صلة ببعضها البعض، ويُجرى اللبس بينها، فضلًا عن احتمالية تعارض تلك المعاني مع بعضها البعض.
1. فتركز أحد معاني هذا المصطلح على وصف الجهود المبذولة لدعم مصالح المستهلكين.[4] وفي أوائل سبعينيات القرن العشرين، كان هذا المصطلح مقبولًا من حيث الاستخدام في هذا المجال، وبُدئ في استخدامه بهذه الطرق.:[4]
  1. ويشير مصطلح «الاستهلاكية» إلى مفهوم ضرورة أن يصبح المستهلكون هم صناع القرار المتمتعين بالخبرة في الأسواق.[4] فتؤدي بعض الممارسات مثل إجراء اختبار المنتج إلى جعل المستهلكين على معرفة بحالة المنتج.
  2. إن مصطلح «النزعة الاستهلاكية» مفهوم يكشف أن السوق نفسه هو الجهة المسؤولة عن ضمان العدالة والنزاهة الاقتصادية في المجتمع.[4] فسياسيات وقوانين حماية المستهلك تعمل بمثابة ضاغط على الشركات المصنّعة لتحري سلامة المنتجات.
  3. ويشير مفهوم «النزعة الاستهلاكية» إلى مجال دراسة الأسواق وتنظيمها وبحث المعاملات التي تتم داخلها.[4] أما حركة المستهلك فترمز إلى حركة اجتماعية تشير إلى كافة الإجراءات والكيانات القائمة داخل السوق، والتي تركز اهتمامها على المستهلك.
2. وبينما كان يُجرى وضع التعريفات الواردة أعلاه، بدأ أشخاص آخرون في استخدام مصطلح «النزعة الاستهلاكية» للإشارة إلى «مستويات عالية من الاستهلاك».[4] لقد اكتسب هذا المصطلح شعبية واسعة منذ سبعينيات القرن العشرين وتم البدء في استخدامه بالطرق التالية:
  1. تشير «الاستهلاكية» إلى النزعة الأنانية والتافهة لتجميع المنتجات أو ما يُعرف باسم المادية الاقتصادية. وفي إطار الاحتجاج على هذا الاتجاه، دعا بعد الأشخاص إلى «مكافحة النزعة الاستهلاكية» والدعوة إلى التمسك بـ الحياة البسيطة.[4]
  2. إن «النزعة الاستهلاكية» عبارة عن قوة ناشئة من السوق تتسبب في إفساد الأفراد وإلحاق الضرر بالمجتمع.[4] وبالتالي، فهي ترتبط بمفهوم العولمة وفي إطار الاعتراض على هذا التوجه، دعا بعض الأشخاص إلى اتباع «الحركة المناهضة للعولمة».[5]